# CakePHP
CakePHP è un framework per la realizzazione di applicazioni web, scritto in PHP. È ispirato ai medesimi concetti alla base di Ruby on Rails, tra cui il software design pattern Model-View-Controller (MVC).

## Storia
CakePHP è nato nel 2005, quando Michal Tatarynowicz iniziò a scrivere un framework per lo sviluppo rapido di applicazioni in PHP. Tatarynowicz pubblicò il framework sotto licenza MIT, chiamandolo Cake, aprendolo verso una comunità crescente di sviluppatori.
Da allora la comunità è cresciuta e ha dato luce a diversi sotto-progetti.
CakePHP non intende essere una copia di Ruby on Rails, ma ricalcarne i principi base. Il concetto e alcune delle idee di Ruby on Rails, unite alla potenza e alla diffusione di PHP.

## Funzionalità
Come Rails, CakePHP potenzia e velocizza lo sviluppo di applicazioni web basate su PHP. Semplifica l'interfacciamento al database e si basa sull'utilizzo dell'architettura model-view-controller.
- Compatibile con PHP 4 e 5 e 7
- Compatibile con diversi database
- URL semplici
- Sistema di template (sintassi php con metodi helper)
- Helper per AJAX, JavaScript e form HTML
- Validazione dei dati automatica
- Access Control Lists
- Scaffolding
- Data sanitization
- Componenti per la gestione della sicurezza, delle sessioni e delle richieste
- Caching

## Stato del progetto
Il 24 aprile 2010 è stata distribuita la prima versione stabile del ramo 1.3 .
Il 9 maggio 2010 è stato avviato il ramo di sviluppo della versione 2.0 
Il 16 ottobre 2011 è stata distribuita la prima release stabile della versione 2.0 .
Il 5 marzo 2012 è stata distribuita la versione 2.1 .
Il 1º settembre 2012 è stata distribuita la versione 2.2.2 .
Il 28 gennaio 2013 è stata distribuita la versione 2.3.0 stabile .
Il 30 agosto 2013 è stata distribuita la versione 2.4.0 stabile 
Il 13 maggio 2014 è stata distribuita la versione 2.5.0 stabile 
Il 23 dicembre 2014 è stata distribuita la versione 2.6.0 stabile 
Il 22 marzo 2015 è stata distribuita la versione 3.0.0 stabile 
Il 11 luglio 2015 è stata distribuita la versione 2.7.0 stabile 
Il 19 settembre 2015 è stata distribuita la versione 3.1.0 stabile 

### Conferenze
| Anno | Luogo         |
| ---- | ------------- |
| 2019 | Tokyo         |
| 2017 | New York City |
| 2016 | Amsterdam     |
| 2015 | New York City |
| 2014 | Madrid        |
| 2013 | San Francisco |
| 2012 | Manchester    |
| 2011 | Manchester    |
| 2010 | Chicago       |
| 2009 | Berlino       |
| 2008 | Buenos Aires  |
| 2008 | Orlando       |